# Mercedes Gisper
Mercedes Gisper fue una actriz argentina de cine y teatro.

## Carrera
Gisper fue una actriz de la época dorada cinematográfica argentina que se lució  en roles secundarios durante la década del '40, junto a actores de la talla de Eva Duarte, Mirtha Legrand, Ernesto Raquén, Carlos Thompson, Percival Murray, Domingo Sapelli, Roberto Fugazot, Agustín Barrios, Pepe Iglesias, Susana Campos, René Cossa, Osvaldo Miranda, Inda Ledesma, Benita Puértolas, Olga Casares Pearson, entre otros.

### Filmografía
- 1940: El hijo del barrio
- 1941: La quinta calumnia
- 1941: El mozo número 13
- 1942: Gran pensión La Alegría
- 1943: Punto negro
- 1943: La guerra la gano yo
- 1944: Mi novia es un fantasma
- 1946: El viaje sin regreso[2]

### Teatro
En México se destacó  en una obra de 1946 titulada Es a seguridad la base, el cimiento sobre el cual se edifica el maniana, o es un adorno, un florero bonito y alegre y ameniza la vida junto con actores como Gloria Guzmán, Juan Carlos Thorry, Alita Román, Lalo Malcolm, José María Pedroza, Esperanza Otero, Mary Lister, Miguel Ligero y María Zubarry.
En Argentina trabajó  en una comedia con la "Compañía de Comedias Cómicas Musicales Trío Moreno", con Carmen C. Moreno, Curro Moreno, Carmen Moreno, Mercedes Díaz, Vicente Iglesias, Blanquita Willié e Iris Marín. En 1944 hizo las obras La virgen de Copacabana y Cándido de día y Cándido de noche junto a un elenco integrado por Helena Cortesina, Narciso Ibáñez Menta, César Ratti, Manuel Barbera, Miguel Liguero, Antonio Botta, Tina Helba, Luis Arata, José F. Podestá, Alita Román y Esteban Serrador.